# سهل آباد (ترتر)
سهل آباد (بالأذرية: Səhləbad) هي قرية وبلدية في مقاطعة ترتر في أذربيجان. يبلغ سكانها 2,075 نسمة.